# Заковорот, Пётр Антонович
Пётр Анто́нович Заковорот (укр. Петро Антонович Заковорот; 1871, село Купьеваха, Богодуховский уезд, Харьковская губерния — 5 марта 1951, Харьков) — российский и советский фехтовальщик и тренер, один из основоположников советской школы фехтования, участник Олимпийских игр 1900 года. Заслуженный мастер спорта СССР (1945). Отличник физической культуры (1947).

## Биография
Родился в украинской крестьянской семье.
В 1892 году был призван на военную службу в Гродненский гусарский лейб-гвардии полк, расквартированный в Варшаве. Стал заниматься фехтованием у Юлиана Мишо в Варшавском военном фехтовально-гимнастическом зале; вскоре стал лучшим фехтовальщиком полка и был назначен помощником Мишо. В 1897 году учился в Будапештской военно-спортивной академии. В 1910 году был переведён в Санкт-Петербург, где стал преподавателем в Главной гимнастическо-фехтовальной школе и Морском кадетском корпусе.

### После революции
В 1918 году Заковорот стал тренером первых советских курсов гимнастики и фехтования для командного и рядового составов Красной Армии.
В 1920 году переехал в Харьков. В 1933—1941 работал в Харьковском институте физической культуры, возглавлял кафедру фехтования.
В 1941—1943 — преподаватель Института им. Лесгафта (в эвакуации).
С 1944 года — преподаватель Харьковского техникума физкультуры.
У Заковорота начинали заниматься фехтованием будущие неоднократные чемпионы СССР и известные тренеры:
- Андриевский, Вадим Алексеевич — в 1928 году;
- Манаенко, Иван Ильич — в 1937 году;
- Ядловский, Клавдий Игоревич — внук Петра Антоновича[7].

Скончался 5 марта 1951 года в Харькове.

### Спортивные результаты
Первым крупным соревнованием для Заковорота стал матч Санкт-Петербург — Варшава по фехтованию на эспадронах в 1896 году в Санкт-Петербурге, где Заковорот выиграл решающий бой 5:0.
Выступал в ряде международных соревнований, в частности:
- В 1900 году стал одним из первых российских участников Олимпийских игр — в соревнованиях по фехтованию на саблях среди маэстро (то есть, учителей фехтования — фактически, соревнования среди профессионалов) занял 7-е место (его учитель Юлиан Мишо был 5-м): в полуфинальной группе одержал 5 побед при 2 поражениях, в финальной — 2 победы при 5 поражениях.[8]
- В 1910 году на крупном турнире по фехтованию в Париже в соревнованиях на саблях занял 3-е место (Юлиан Мишо был 5-м)[9].

Спортивная карьера Заковорота продлилась исключительно долго — в 1935 году он стал одним из организаторов первого чемпионата Украинской ССР по фехтованию и выиграл его в фехтовании на рапирах в возрасте 64 лет.

## Мемуары
- Заковорот П. А. Слава русского клинка / Запись Л. Н. Строкова // Рассказы старых спортсменов. — 2-е изд.. — М., 1951. — С. 7—18.